# Distretto di Nipepe
Il distretto di Nipepe è un distretto del Mozambico, facente parte della Provincia di Niassa.